# Punta El Hallazgo
Punta El Hallazgo (von spanisch hallazgo ‚finden‘) ist eine Landspitze im Norden der Livingston-Insel im Archipel der Südlichen Shetlandinseln. Auf der Westseite des Kap Shirreff, dem nördlichen Ausläufer der Johannes-Paul-II.-Halbinsel, liegt sie nördlich des Playa Yamana.
Wissenschaftler der 45. Chilenischen Antarktisexpedition (1990–1991) benannten sie nach dem Fund eines Schädels einer 21-jährigen Frau aus dem Volk der Yámana im Jahr 1985, die unter Mangelernährung, Anämie und einer Otitis externa gelitten und offenbar zu den Passagieren auf dem Schiff San Telmo gehört hatte, das im September 1819 in den Gewässern um die Livingston-Insel operiert hatte.